# Aloe (medicinale)
Secondo le indicazioni del Ministero della salute e la farmacopea ufficiale F.U. IX l'aloe si usa come purgante. Entra anche nella preparazione del fernet e di altri prodotti alimentari, di cosmetici (in forma di Aloe-vera-Gel) ed è molto usata in veterinaria.
L'uso è controindicato negli stati di gravidanza (abortivo), durante l'allattamento e in ilei di ogni genere.

## Uso popolare e come fitoterapico
Nella tradizionale medicina popolare l'aloe barbadensis e l'aloe capensis vennero usati come lassativo / purgante per costipazioni acute. Si usava il succo inspessito delle foglie o la polvere essiccata (aloina), che è ancora officinale secondo la F.U. IX.
Come polvere e come unguento, l'aloe si usa ancora nelle ferite e negli eczemi, visto che è stata riscontrata una sua funzione antisettica.
Negli anni 1980 l'industria cosmetica ha scoperto l'utilità dell'uso del succo fresco delle foglie, che dispone di proprietà rinfrescanti e blandamente idratanti, antinfiammatorie e battericide, se applicato sulla pelle. È quindi usato come ingrediente a buon mercato di tanti prodotti cosmetici (sapone, emulsioni per il viso eccetera).
Nei primi anni del ventunesimo secolo esso è diventato un principio attivo di moda negli ambienti del fitness e del wellness, classico esempio di una medicina spinta dal marketing: viene aggiunto a vari prodotti (in forma di "Aloe-vera-Gel"), dalla carta igienica ai detersivi fino allo yogurt, come "toccasana" contro tutti i danni e i malanni della civiltà.
Quanto sopra è almeno obsoleto riguardo alla somministrazione orale, perché la cuticola della foglia e le spine contengono degli antrachinoni (sostanza di quasi tutti vegetali lassativi), praticamente assenti nel gel interno, che a lungo ledono irreversibilmente i gangli neuronali che controllano la motilità intestinale e li rende "pigri". Anche piccole dosi (a ca. 50 mg appare l'effetto) a lungo termine sono lesive.
La commissione E del Ministero della salute tedesco scrive:
Indicazioni: Stati patologici che richiedono una evacuazione con feci molli ad es.:
- ragadi anali,
- emorroidi,
- interventi chirurgici anorettali,
- occlusione intestinale.

Controindicazioni: gravidanza (abortivo), allattamento, ilei di qualsiasi origine.
Effetti collaterali: in caso di abuso o uso cronico: perdita di elettroliti, prevalentemente di potassio.
Interazioni: nessuna nota. In caso di abuso o uso cronico: potenziamento dell'effetto di glucosidi cardioattivi.
Si usano preparati commerciali secondo F.U. IX, con una concentrazione garantita, perché siano dosabili in modo razionale.